# Vršovický dloubák
Vršovický dloubák, ve světě známý převážně jako „panenka“, je v kopané specifická technika pokutového kopu, kdy hráč místo očekávané prudké střely do brány mimo dosah brankáře pouze jemně míč podkopne a vysokým obloukem ho pošle do středu brány. Úspěšnost je podmíněna tím, že brankář úmysl nevystihne a v momentě kopnutí odskočí ze středu brány k některé tyči – jde tedy o způsob poměrně riskantní a vyžadující dokonalou techniku. Světovou proslulost mu (a potažmo i sám sobě) zajistil Antonín Panenka, když si dovolil ho použít ve finále mistrovství Evropy UEFA 1976; tehdy v rozhodujícím kole penaltového rozstřelu oklamal „dloubákem“ německého brankáře Seppa Maiera a získal tak titul pro československý národní tým. Po senzačním debutu na turnaji byl tento kop občas zopakován, ovšem většinou jen vysoce respektovanými hráči, kteří si mohou dovolit, aby jim takový pokus nevyšel.

## Název
Domácí žurnalistika odvodila název tohoto kopu z lokality, kde stojí stadion Panenkova domovského klubu Bohemians a kde Panenka svůj kop trénoval, tedy pražských Vršovic, a opisu vykonaného pohybu nohy („dloubnutí“). Někdy se o kopu píše také jako o „padajícím listu“.
V zahraničí se kop označuje nejčastěji jednoduše jako „panenka“ nebo „Panenkův kop“. Vlastní termín mají Italové: Il cucchiaio („lžíce“) a některé jihoamerické národy: cavadinha („kopeček“) v Brazílii a penal picado („šťouchnutá penalta“) v Argentině.

## Technika
Účelem „dloubáku“ není kopnout míč do brány tak prudce, aby brankář nestihl zareagovat, nýbrž využít skutečnost, že mnoho brankářů v momentě kopu skočí na jednu ze stran brány, aby (pokud si vyberou správnou stranu) měli nějakou šanci střelu vyrazit. Je to technika velmi riskantní, protože jemný dotek dává míči jen nízkou rychlost, což teoreticky umožňuje brankáři se ještě stihnout vrátit, nebo dokonce jednoduše zůstat na místě a čekat, až mu míč přistane v náručí. Podkopnutí navíc nejsnadněji aplikuje hráč, který před zasažením míče výrazně zpomalí pohyb, což brankáři může odhalit, co má střelec v úmyslu. Pro tento tah je tedy typické, že jej vesměs používají sebevědomí a respektovaní hráči, kteří se odváží riskovat, že penaltu nepromění. Některé hráče, kteří Panenkův kop použili, za toto „hazardérství“ kritizovala odborná média nebo členové a příznivci jejich týmu (a to někdy i v případě, že byli úspěšní).

## Historie

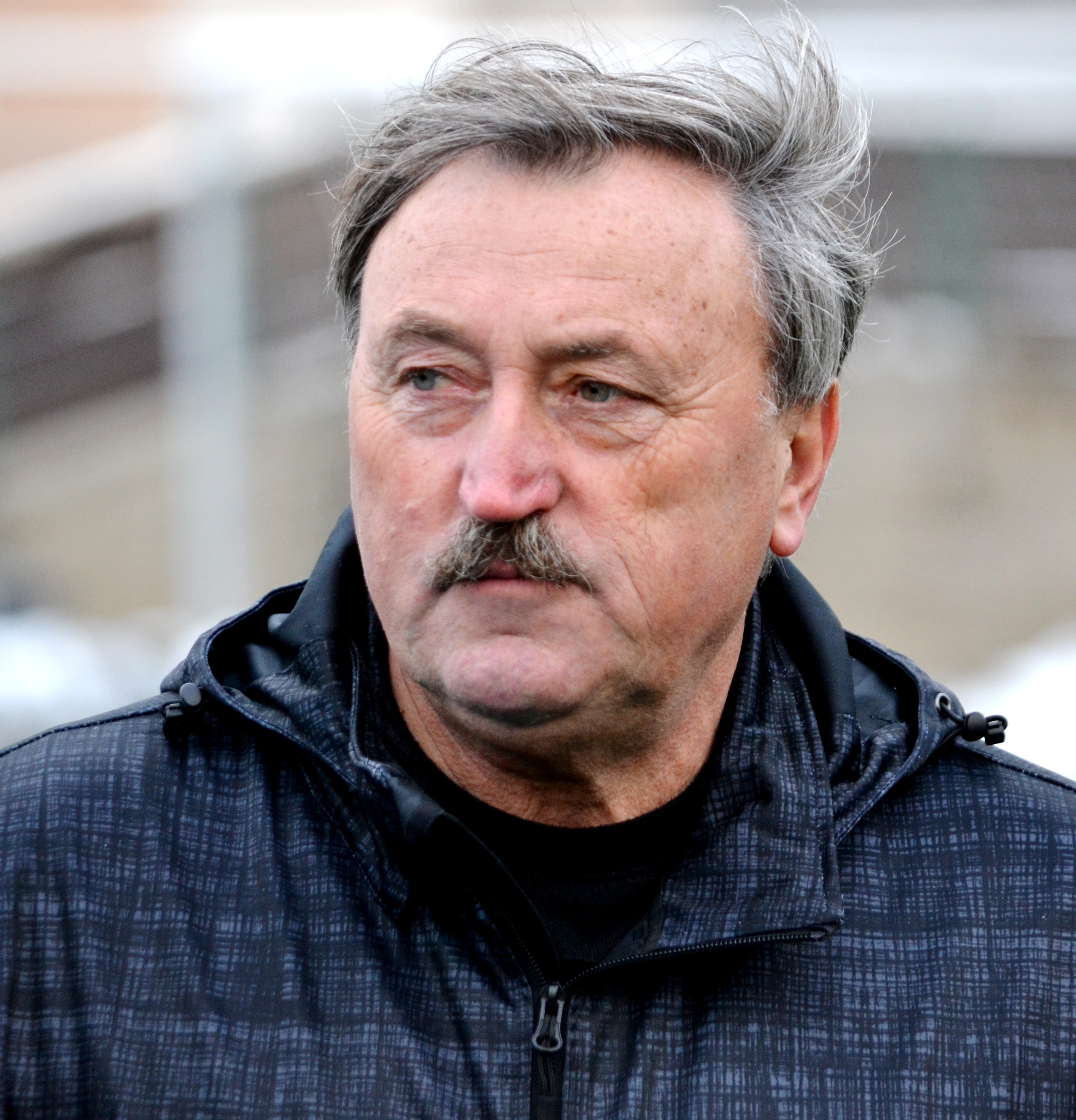
Panenka v roce 2013. Jeho původní techniku trestného kopu napodobovalo mnoho dalších hráčů.

### První slavné použití
Antonín Panenka vešel ve známost v roce 1976 na mistrovství Evropy, kdy reprezentoval Československo; to dosáhlo finále, ve kterém čelilo západnímu Německu. Po prodloužení byl výsledek 2–2, a tak následoval první penaltový rozstřel ve finále evropských šampionátů. Prvních sedm kopů bylo proměněno a až západoněmecký střelec Uli Hoeneß bránu přestřelil. Panenka za skóre 4–3 nastoupil k další penaltě pod obrovským tlakem, protože svým kopem mohl mistrovství pro ČSSR vyhrát.
Antonín Panenka však neztratil nervy a držel se svého plánu. Do posledního momentu předstíral, že střílí k tyči, čímž podnítil německého brankáře Seppa Maiera ke skoku doleva, a vzápětí míč jen lehce podkopl a umístil do středu sítě. Kromě samotného úspěchu (navíc znamenajícího zisk titulu) učinil Panenka ohromný dojem i svou odvahou a sebejistotou, což např. sledujícího francouzského novináře inspirovalo k tomu, aby Panenku nazval „básníkem“. Jeho vítězný kop je jedním z nejslavnějších v historii, díky čemuž je Antonín Panenka v mnoha jazycích synonymem tohoto zvláštního stylu trestného kopu. O jeho plánu využít tento trik věděl předem pouze brankář Ivo Viktor, který s Panenkou během šampionátu sdílel hotelový pokoj. Viktor od toho Panenku zrazoval a vyhrožoval mu, že ho nepustí do pokoje, pokud neuspěje. Střelec si však byl po dvouletém procvičování kopu, který v zahraničí prakticky nikdo neznal, technikou velmi jistý.
Jak ovšem sám Panenka přiznal, nebyl prvním, kdo tento trik použil v zápase – tím byl v roce 1975 jeho slovenský kolega z Bohemians Štefan Ivančík. Nápad údajně vzešel z tréninků klubu, Antonín Panenka jej však pravděpodobně vynalezl a před mistrovstvím už dvakrát použil, jednou v Egyptě a podruhé při ligovém zápasu s Duklou.
S podobným stylem provedení trestného kopu nicméně zřejmě přišel již legendární velšský fotbalista Billy Meredith na samém počátku 20. století.

### Po roce 1976
Kromě vítězství na evropském šampionátu 1976 pomohl Antonín Panenka Československu na třetí místo v turnaji roku 1980 poté, co opět bodoval při penaltovém rozstřelu 9–8. Na Mistrovství světa ve fotbale 1982 Panenka penaltami skóroval dvakrát, ale to byly jediné československé branky a tým z první skupinové etapy nepostoupil dál. Panenka přirozeně nadále kopal penalty různým (a většinou jiným) způsobem, neboť pokud by se u něj stal dloubák předvídatelným, nemohl by fungovat.  
„Panenkovu“ penaltu ovšem od té doby úspěšně předvedla řada dalších hráčů, jako například Francesco Totti v semifinále UEFA Euro 2000, Zinedine Zidane ve finále Světového poháru FIFA 2006, Sebastian Abreu ve čtvrtfinále Světového poháru FIFA 2010, Andrea Pirlo na čtvrtfinále UEFA Euro 2012, Lionel Messi v utkání La Liga 2015 proti Getafe a Alexis Sánchez v finále Copa América 2015 a v Arsenalu při vítězství 2–1 nad Burnley v Premier League (EPL); Sánchez se stal druhým hráčem, který tímto kopem vyhrál hlavní turnaj. Vršovický dloubák od té doby také úspěšně napodobil Gonzalo Pineda v Poháru konfederací FIFA 2005, Younis Mahmoud a Omar Abdulrahman v Asijském poháru 2015, Sergio Ramos na Euro 2012 a v kvalifikaci Euro 2016, Hélder Postiga na Euro 2004, John Stones proti Juventusu na mistrovství světa 2013, Jozy Altidore a Alejandro Pozuelo ve svých prvních zápasech pro Toronto FC, Memphis Depay v zápase UEFA League League match roku 2018, a Sofiane Diop v Coupe de la Ligue 2018/19 při čtvrtfinálovém penaltovém rozstřelu proti Stade Rennais FC.
Indický útočník Sunil Chhetri tento kop provedl vícekrát: v roce 2015 v ISL proti NorthEast United FC, v roce 2017 během mezikontinentálního semifinále proti klubu April 25 Sports Club, v sezóně ISL 2017/18 v semifinále proti FC Pune City, a v roce 2019 při Intercontinental Cupu proti Tádžikistánu.
Mezi ty, kterým dloubák nevyšel, patří Brendon Santalab, Neymar, Mickaël Landreau, Antonio Calle, Rogério Ceni, Maicosuel, Raheem Sterling, Marko Dević, Graham Zusi, Robin van Persie, Svetoslav Dyakov, Antonio Cassano nebo Alexandre Pato.
Již v 21. století dva hráči předvedli Panenkovu penaltu v důležitých zápasech na stejném stadionu jako roku 1976 sám Panenka, tedy na stadionu Rajka Mitiće v Bělehradě; oba po zápase tvrdili, že o této historické souvislosti nevěděli. Aaron Ramsey z Walesu to udělal v kvalifikaci na mistrovství světa 11. června 2017. Útočníkovi FC Kodaň Jonas Wind se to podařilo 6. srpna 2019, kdy tak získal remízu 1–1 v FK Crvena zvezda v první etapě třetího kvalifikačního kola Ligy mistrů UEFA 2019–2020.
7. října 2017 předvedl „Panenku“ Jozy Altidore v kvalifikačním zápase na Mistrovství světa ve fotbale 2018 proti Panamě, což byl první takový pokus v historii Spojených států. 2. prosince 2017, na 69. narozeniny Antonína Panenky, skóroval na domácím Stamford Bridge díky vršovickému dloubáku hráč Chelsea Eden Hazard na vítězství nad Newcastle United.
23. října 2019 Alejandro Pozuelo dvakrát vstřelil gól ve vítězném zápase 2–1 proti New York City FC v semifinále MLS Cup Playoffs Eastern Conference, včetně trestného kopu dloubákem v 90. minutě, což byla jeho třetí střela tímto stylem v mistrovském utkání.
21. února 2020 Wayne Rooney skóroval na svém 500. anglickém ligovém vystoupení Panenkovou penaltou za Derby County FC proti Fulhamu na stadiónu Pride Park během zápasu anglického šampionátu. Naopak v listopadu toho roku si dovolil Panenkovu penaltu kopnout v barvách Fulhamu Ademola Lookman, a to navíc v samotném závěru utkání s možností vyrovnat skóre, ale neuspěl a jeho zpackaný pokus se stal hitem internetu.